# Grotteria
Grotteria és un comune (municipi) de la Ciutat metropolitana de Reggio de Calàbria, a la regió italiana de Calàbria, situat a uns 70 km al sud-oest de Catanzaro i a uns 60 km al nord-est de Reggio de Calàbria. A 1 de gener de 2019 la seva població era de 3.080 habitants.
Grotteria limita amb els municipis següents: Fabrizia, Galatro, Gioiosa Ionica, Mammola, Marina di Gioiosa Ionica, Martone, San Giovanni di Gerace i Siderno.